# Jennifer Derevjanik
Jennifer Frances Derevjanik (Staten Island, 19 marzo 1982) è un'ex cestista e allenatrice di pallacanestro statunitense, professionista nella WNBA.

## Palmarès
- Campionessa WNBA (2007)